# Deirdre O'Kane
Deirdre O'Kane (født 25. marts 1968 i Dundalk, Irland) er en irsk standupkomiker og skuespiller. Hun er gift med instruktøren og manuskriptforfatteren Stephen Bradley.

## Karriere

### Standup
Hun begyndte sin karriere som komiker i 1996 og kom samme år i finalen i BBC New Comedy Awards. Hun har optrådt på Edinburgh Festival hvert år siden 2001, og hun har optrådt på Kilkenny Cat Laughs Comedy Festival. Hun har turneret i udlandet og har optrådt i Melbourne, Hong Kong, Mellemøsten, Prag, Brussel og London.

### Teater
O'Kane begyndte sin karriere som skuespiller og har spillet på alle store teatre i Irland og været på turné i Australien, Canada og Storbritannien.

### Film
O'Kane har medvirket i filmene Intermission (2003), Inside I'm Dancing (2004) og Noble (2014).

### TV
I 2000 var O'Kane vært på tv-showet The Lounge på RTE, hvor hun optrådte og præsenterede andre komikere som fx Rich Hall, Adam Hills, Jeff Green og Dara Ó Briain. Hun spillede også rollen som Fiona i Owen O'Neills sit-com The Fitz på BBC. I 2001 medvirkede hun i den satiriske dokumentar Paths to Freedom.